# Berezeni
Berezeni é uma comuna romena localizada no distrito de Vaslui, na região de Moldávia. A comuna possui uma área de 112.96 km² e sua população era de 5435 habitantes segundo o censo de 2007.